# José Marín Varona
José Marín Varona (Camagüey; 10 de marzo de 1859 - La Habana; 17 de septiembre de 1912) fue un compositor, director, pianista y pedagogo cubano.

## CNota biográfica
José Marín Varona nació el 10 de marzo de 1859 en la ciudad de Camagüey, donde comenzó sus estudios musicales con el profesor Mariano Agüero. Más tarde, Marín Varona se radicó en la ciudad de La Habana.
En 1896, el compositor incluyó en su zarzuela "El Brujo" la primera guajira cubana sobre la que existe documentación.
De esa obra dijo el compositor Eduardo Sánchez de Fuentes: «La sana crítica de un día acaso no muy lejano otorgará al autor de la inmortal guajira de El brujo el lauro a que su talento indiscutible lo ha hecho merecedor en todos los tiempos».
Poco después del estreno de El brujo, Marín Varona viajó a los Estados Unidos por haber recibido amenazas del gobierno español, debido a su decidido apoyo a la causa independentista. Durante su exilio, continuó su actividad musical, y ofreció diversas funciones destinadas a colaborar con la causa de la independencia nacional. En Cayo Hueso también colaboró con la prensa local mediante artículos periodísticos y de crítica musical.
Al regresar a Cuba, Marín Varona contrajo matrimonio con la tiple española Amalia Rodríguez y realizó giras a través de América junto a compañías de  zarzuela y opereta.
En 1913, el compositor José Mauri ofreció una conferencia sobre su obra en la Academia Nacional de Artes y Letras; y en 1916, la Banda del Regimiento de Infantería del Ejército Nacional bajo la dirección de Luis Casas Romero, grabó cuatro de sus caprichos llamados "Tropicales" (Esperanza, Ensueños, Novelita e Íntima) para la firma VIctor.

## Actividad profesional
La obra de José Marín Varona enlaza la actividad musical de finales del siglo XIX en Cuba, con la de comienzos del siglo XX.
Después de su arribo a La Habana a temprana edad, Marín Varona trabajó como profesor de solfeo y piano en el Conservatorio Municipal; y tras la instauración de la República, en 1902, él fundó la Banda del Estado Mayor del Ejército. Más adelante, en 1905, Marín Varona también organizó la Banda del Cuerpo de Artillería, para la cual compuso y arregló numerosas composiciones, tales como los himnos Tributo al Maine, Himno para el Yara, Huérfanos de la Patria, Gobernador Magoon y La Independencia, entre otras.
José Marín Varona creó la revista Cuba Musical, donde ejerció la crítica y escribió numerosos artículos sobre el quehacer artístico habaneros durante los primeros años de la República. También colaboró como articulista para otras publicaciones locales. Marín varona fue profesor del Conservatorio Municipal de La Habana y miembro de la Academia Nacional de Artes y Letras, donde fungió como Presidente de la Sección de Música durante varios años. También escribió un "Tratado completo de Teoría Musical".
Marín Varona sirvió durante años como director de la orquesta del Teatro Albisu junto al director español Modesto Julián; y también colaboró regularmente, desde su fundación hasta 1912, con el famoso Teatro Alhambra, para el cual compuso obras como la zarzuela La guaracha. En dicho teatro compartió el podio con el maestro Rafael Palau.

## Compositor
José Marín Varona fue un prolífico creador de obras musicales que incluyeron zarzuelas, romanzas, piezas infantiles para piano, popurrís y danzas, y su obra se inserta entre lo más significativo del movimiento nacionalista cubano de fines del siglo XIX. Su primera pieza, el vals "Consuelo", fue compuesta por él a los veinte años de edad.
Las piezas"Tropicales" (subtituladas caprichos tropicales) de Marín Varona, que fueron premiadas en la Exposición Universal de París en 1900, han sido definidas como «verdaderas danzas de concierto, marcadas por el criollismo finisecular».
En sus canciones puede apreciarse una notable relación entre los elementos propios de la música popular y la de concierto. Siempre tú" e "Ilusión –nombres que corresponden a las piezas "Tropicales", para voz y piano- muestran la influencia de la lírica italiana y las dificultades melódicas del aria operística; mientras la rítmica del acompañamiento presenta las características más populares de la música cubana; tales rasgos pueden observarse en muchas otras de sus canciones.
José Marín Varona murió en La Habana el 17 de septiembre de 1912. Durante el sepelio la Banda de Infantería interpretó su canción "Acuérdate de mí"; y ese mismo año, la famosa soprano cubana Chalía Herrera grabó en Nueva York varias de sus obras.

## Obras
Zarzuelas
- Ábreme la puerta, F. Villoch
- El 10 de Octubre, décimas, 2V, A. Díaz
- El alcalde de la Güira, dúo amoroso, J. Robeño
- El Brujo, J. R. Barreiro
- El hijo de Camagüey, A. del Pozo
- La guaracha, F. Villoch, 1902
- La víspera de san Juan, Gua, J. B. Ubago
- Las excursionistas en la Habana, F. Villoch
- Tute arrastrado, M. Zardoya

Himnos y marchas
- General Rojas;  Gobernador Maggon’s, Bnd (Ed. Artillery Corps Printing, 1908)
- Himno de Bayano, Himno invasor, 1899
- Himno para el Yara
- Hermanos de la Patria
- José de la Luz y Caballero
- La independencia
- La Paz; Néstor Aranguren
- The Havana Post
- Tributo al Maine

Voz y piano
- A ti
- A una mascarita
- Acuérdate de mi
- Amar es la vida
- Amor y odio
- Anhelos, 1903
- Any Name
- Banquete, concierto y baile
- Canto de amor
- Dame un beso
- Desde el mar
- El desobediente
- El desvalido
- El día
- El dulce beso
- El estudio
- El libro
- El Maestro
- El mar de Levante, 1912
- El mendigo
- El recuerdo de la infancia
- El veinte de Mayo
- Es el amor la mitad de la vida
- Ilusión
- In memoriam
- La flor marchita
- La guaracha
- La oración
- la puerta de mi Bohío
- Los caleseros
- Mi bandera
- Mi dulce amor
- Mi patria
- Perla de las Antillas
- Piedad
- Recuerdos del Bloqueo, rumba
- Serenata criolla
- Siempre tú
- Solo tú
- Tristezas
- Tu amor es mi aventura
- Tu recuerdo
- Tu canción
- Ven vida mía

Piano
- Ábreme la puerta
- Borincana
- Camagüeyana
- Dulce anhelo
- En el circo me verás
- Florimel
- Gitanilla
- Íntima
- Juguete español
- La guajira, danzón
- La hija de Oriente
- La Yuquita
- Lola
- Mal de amor
- Mi niña
- Mignon
- Misteriosa
- Nocturno
- Nostalgia
- Novelita
- Page of life
- Para ti
- Petit Minuet
- Piña mamey y zapote, danzón
- Por ti,
- danzón
- Recuerdo
- Tú ves como Cuba es libre, danzón